# Avdarma, Găgăuzia
Avdarma este un sat în Unitatea Teritorială Autonomă Găgăuzia, Republica Moldova.

## Istorie
Satul Avdarma a fost menționat în scris pentru prima dată în anul 1806. Conform altor studii, care urmează a fi demonstrate, satul a fost înființat în anul 1563 cu numele de Iozacai, denumire preluată și de o vale din apropierea satul Avdarma care în prezent se numește Chirghiz-Chitai.
În 1855, populația satului Avdarma era alcătuiră din 515 găgăuzi/bulgari și 171 români moldoveni.

## Demografie

### Structura etnică
Structura etnică a localității conform recensământului populației din 2004:
| Grup etnic                    | Populație | % Procentaj |
| ----------------------------- | --------- | ----------- |
| Găgăuzi                       | 3356      | 94,16%      |
| Ruși                          | 47        | 1,32%       |
| Ucraineni                     | 43        | 1,21%       |
| Băștinași declarați Moldoveni | 42        | 1,18%       |
| Bulgari                       | 32        | 0,90%       |
| Țigani                        | 25        | 0,70%       |
| Alții                         | 19        | 0,53%       |
| Total                         | 3564      | 100%        |

## Administrație și politică
Componența Consiliului local Avdarma (13 consilieri), ales la 5 noiembrie 2023, este următoarea:
|  | Partid                                       | Consilieri | Componență | Componență | Componență | Componență | Componență |
|  | -------------------------------------------- | ---------- | ---------- | ---------- | ---------- | ---------- | ---------- |
|  | Candidat independent NADEJDA GREC            | 1          |            |            |            |            |            |
|  | Candidat independent IVAN CELENGHIR          | 1          |            |            |            |            |            |
|  | Partidul Socialiștilor din Republica Moldova | 5          |            |            |            |            |            |
|  | Candidat independent SEMION MARINOV          | 1          |            |            |            |            |            |
|  | Candidat independent MIHAIL IAZADJI          | 1          |            |            |            |            |            |
|  | Candidat independent PIOTR GARGALÎC          | 1          |            |            |            |            |            |
|  | Candidat independent PIOTR ARFANOS           | 1          |            |            |            |            |            |
|  | Candidat independent VITALI GUNA             | 1          |            |            |            |            |            |
|  | Candidat independent IVAN CARAMIT            | 1          |            |            |            |            |            |

## Galerie de imagini

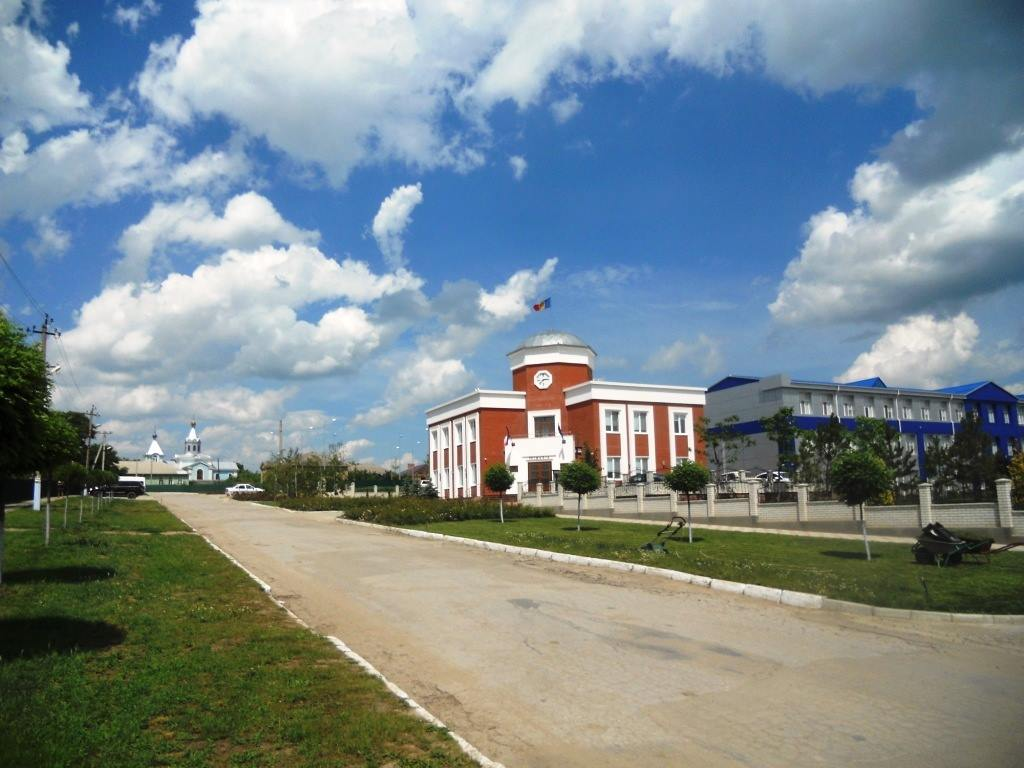
Centrul comunei
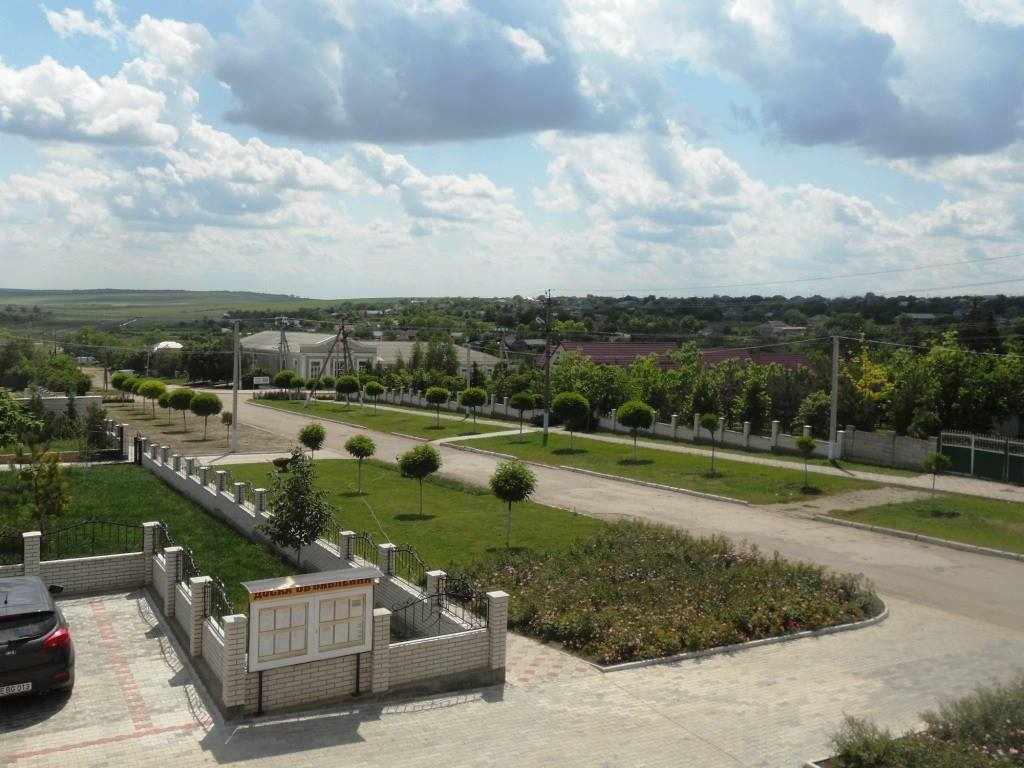
Vedere de la primărie
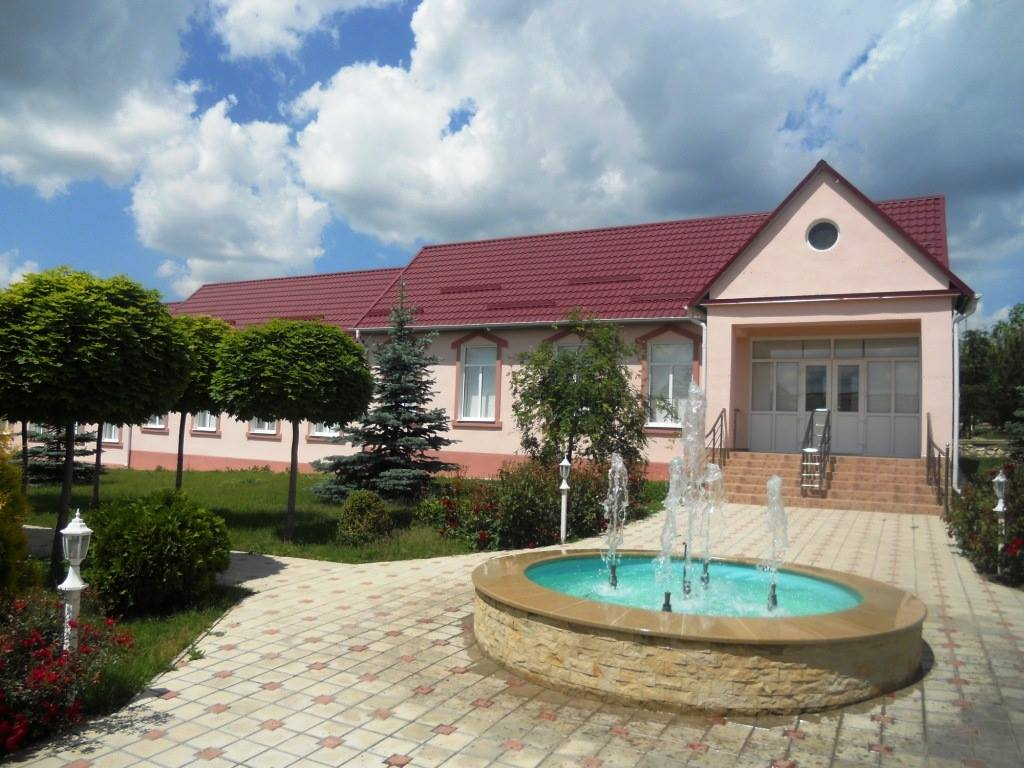
Havuz
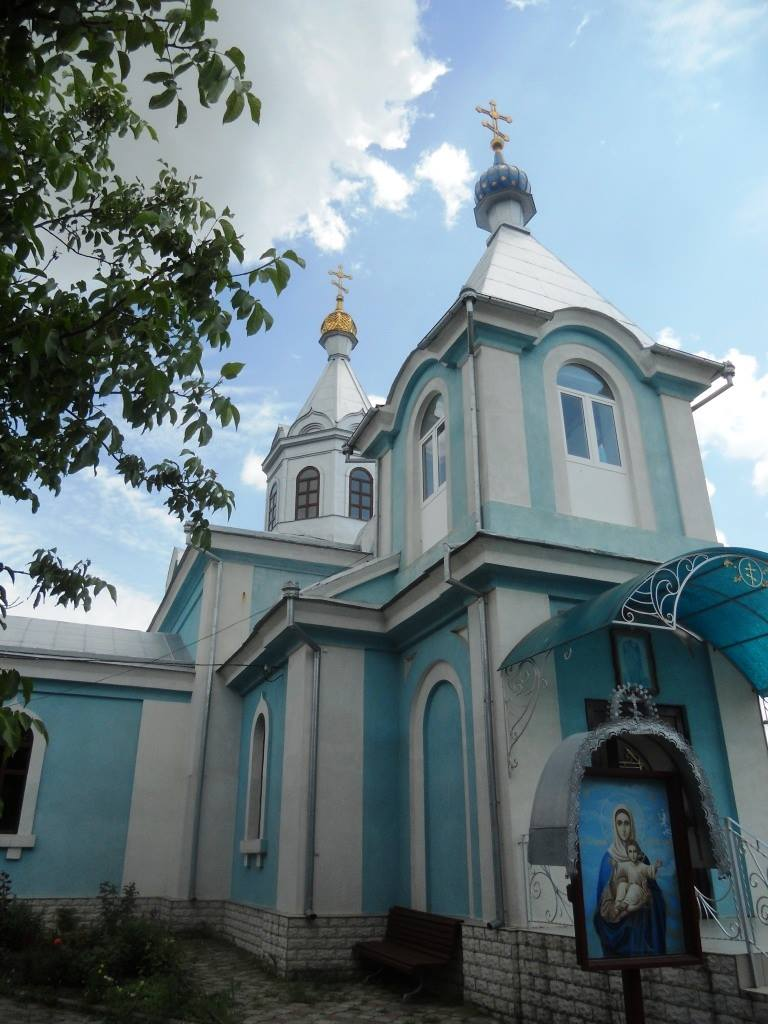
Biserica
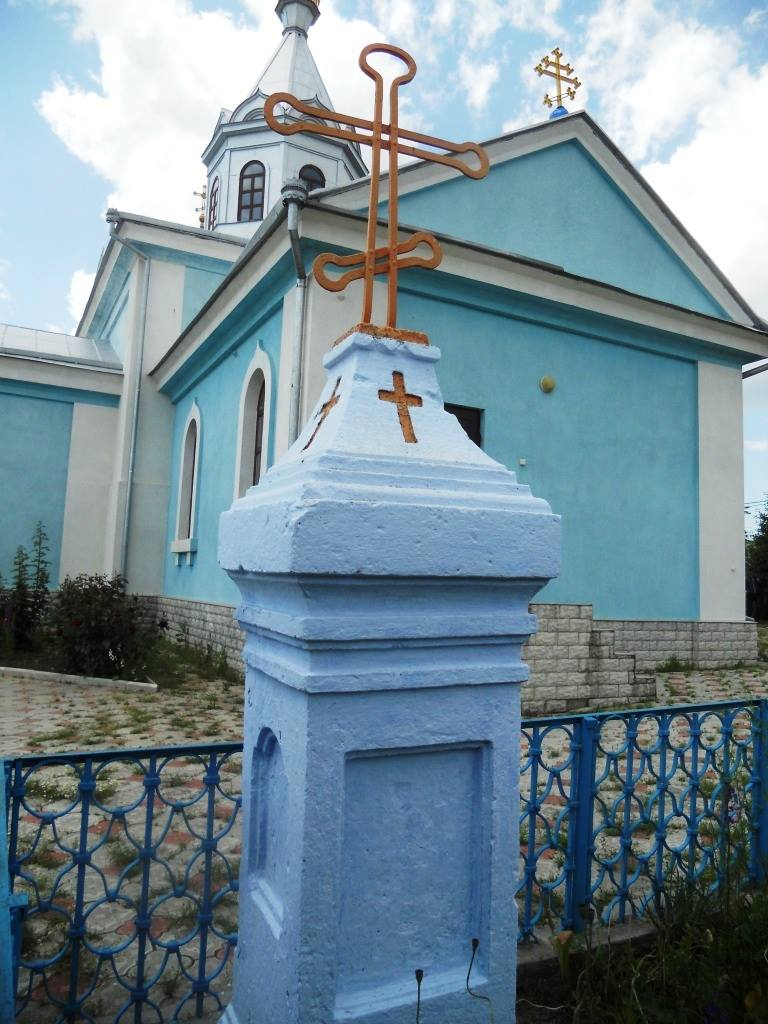
Mormânt în curtea bisericii
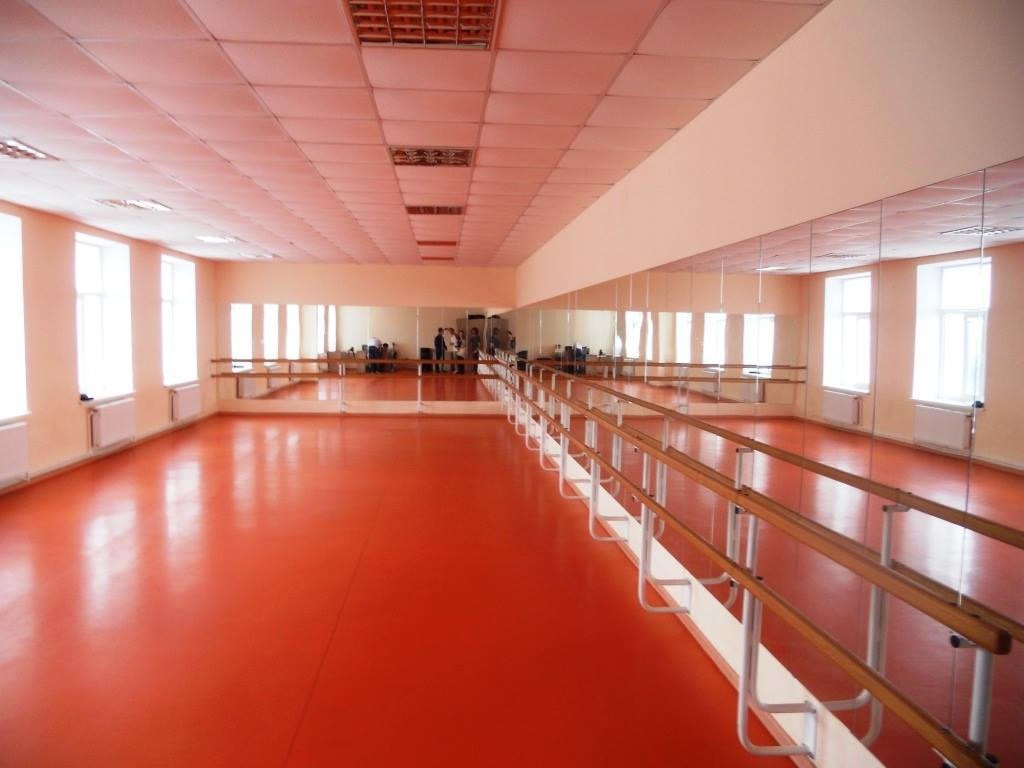
Sală de balet
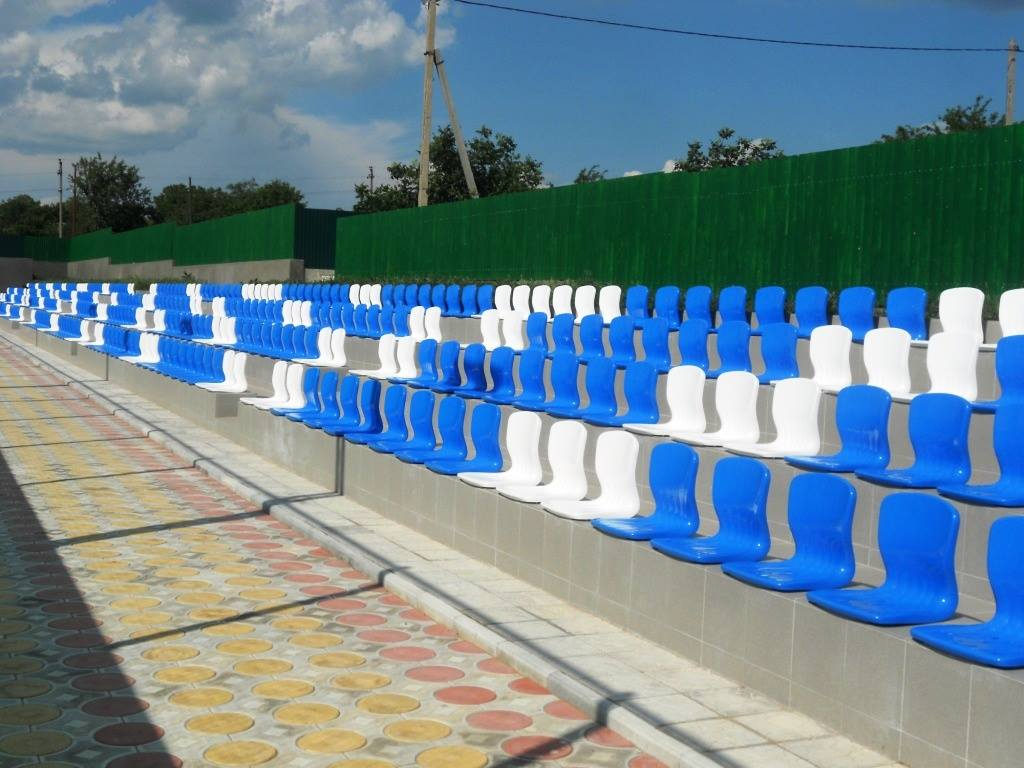
Tribunele stadionului
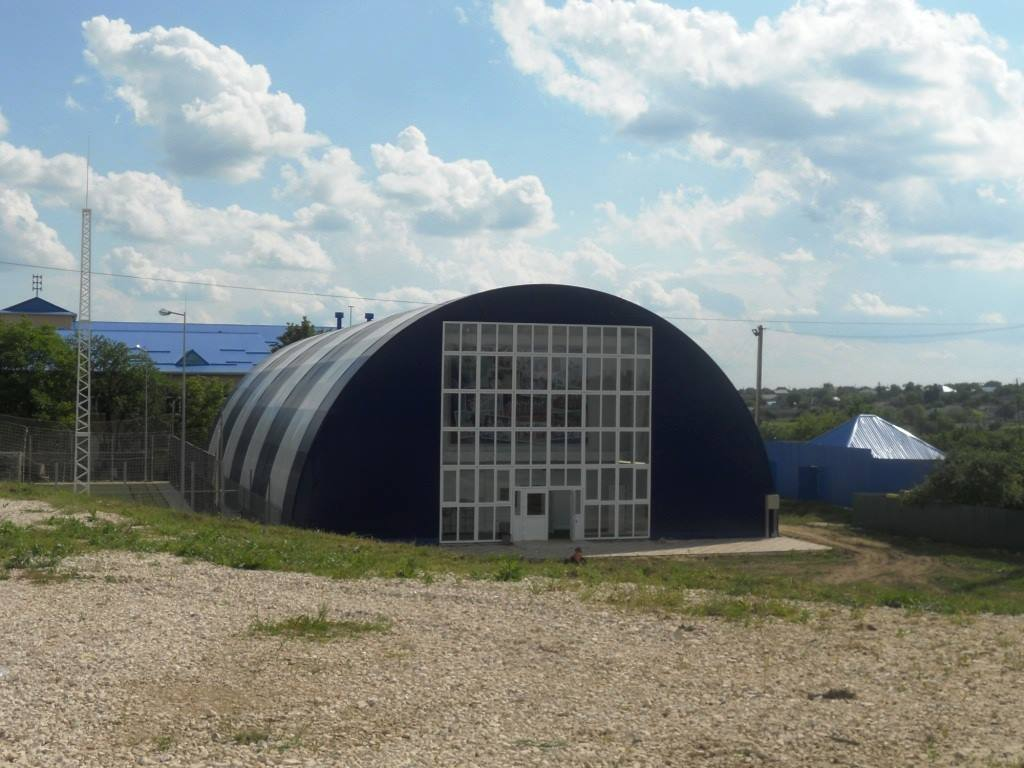
Sală de tenis
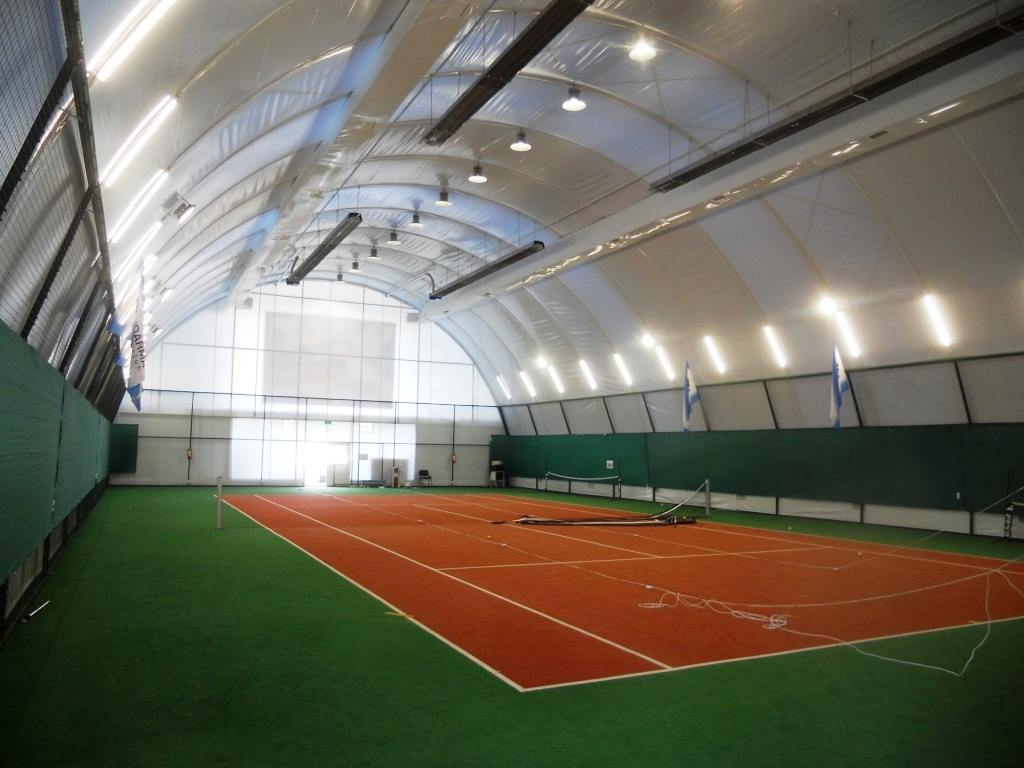
Interiorul sălii de tenis
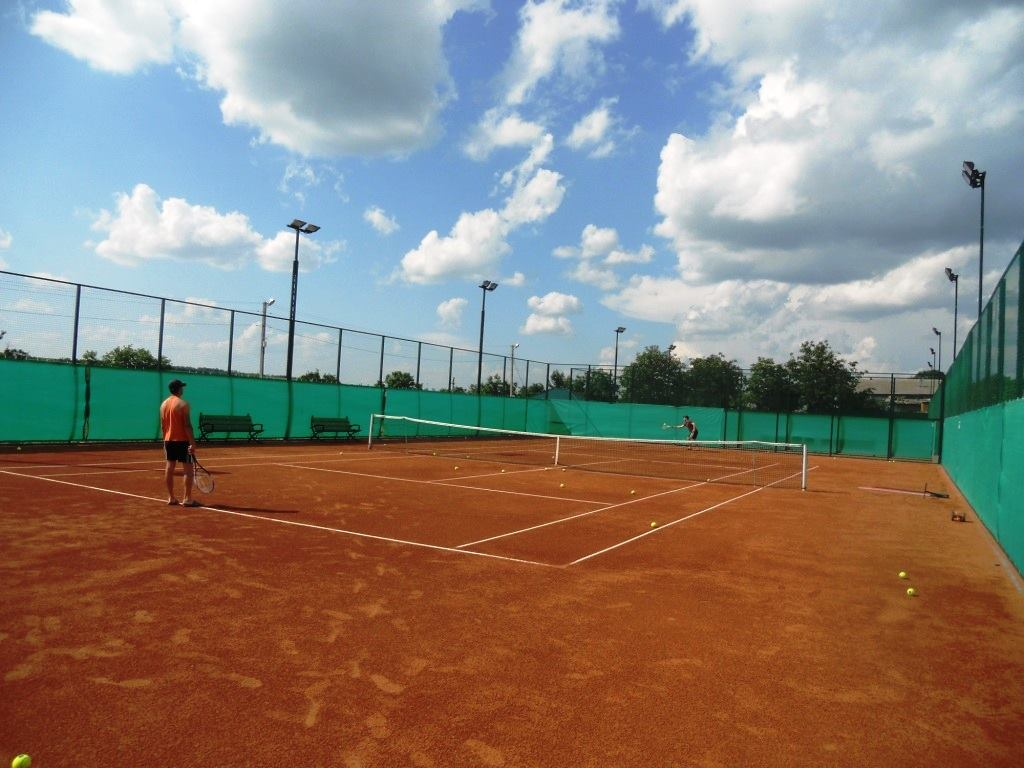
Câmp de tenis la aer liber
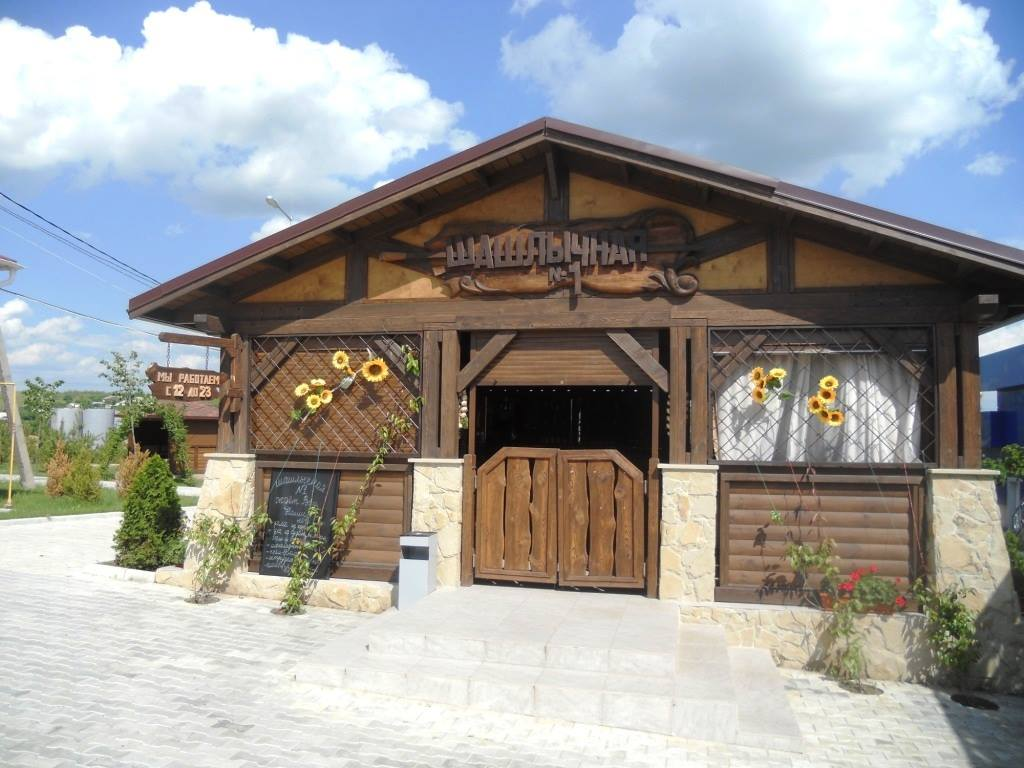
Restaurant de frigărui

### Muzeul comunei

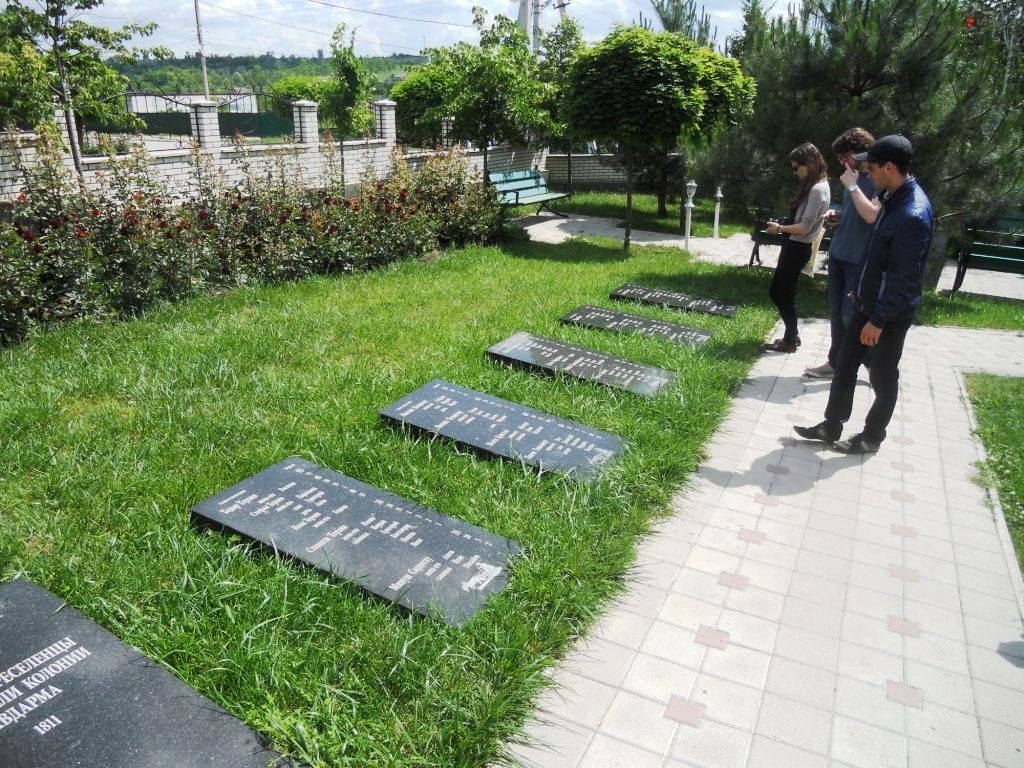
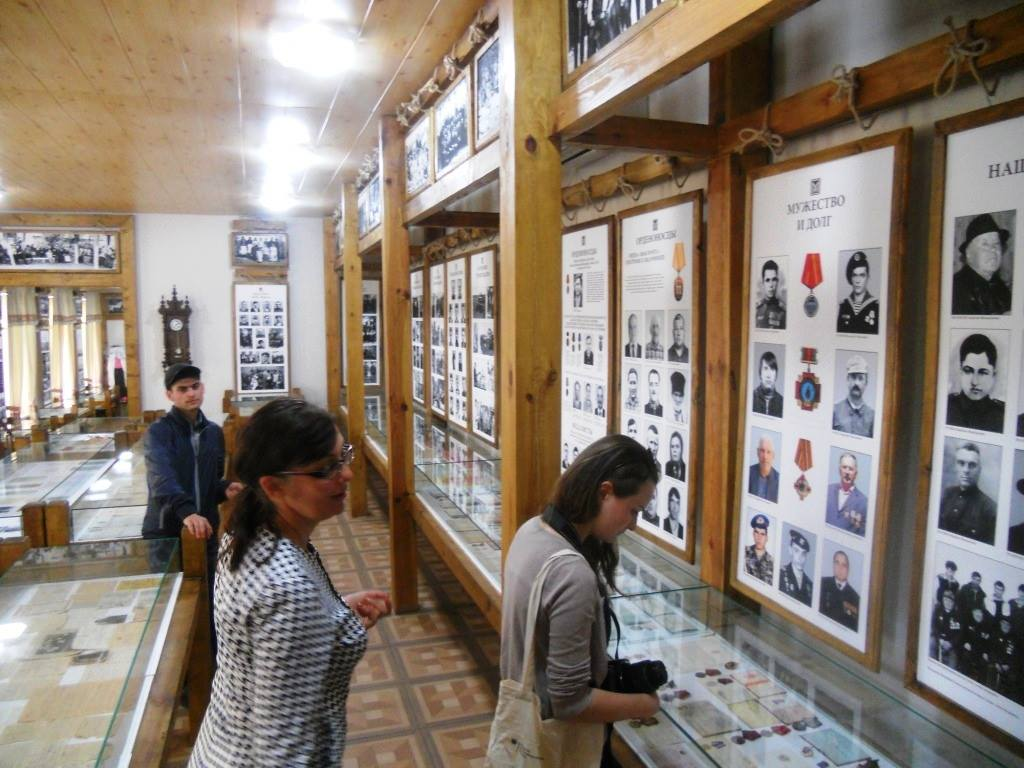
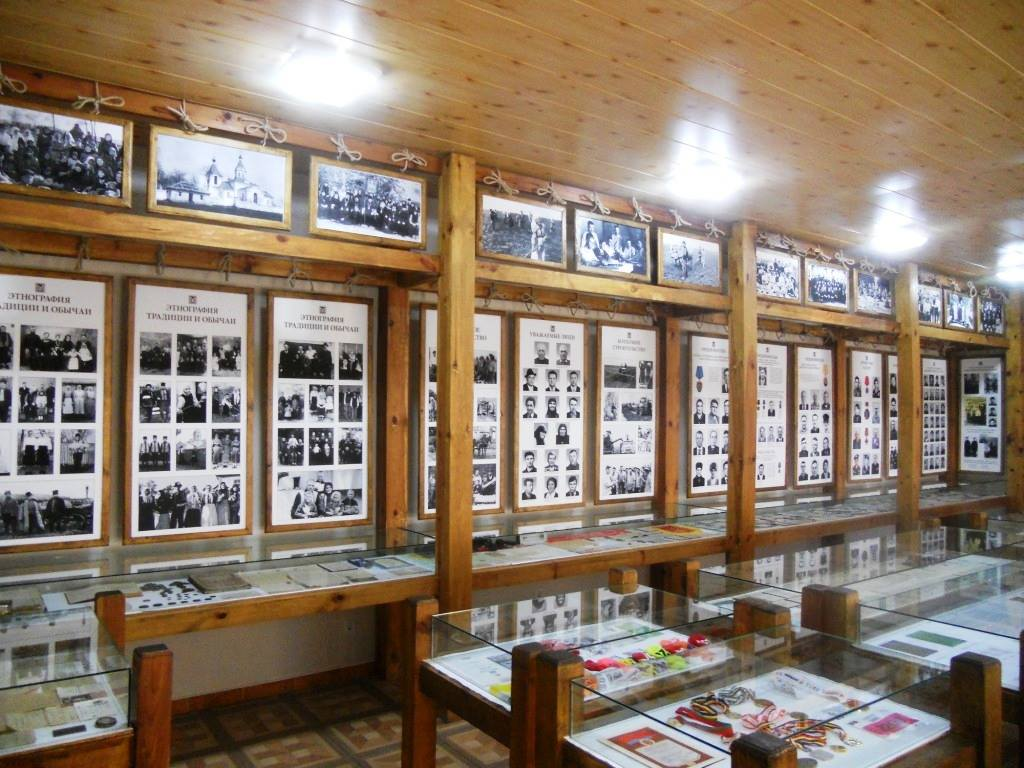
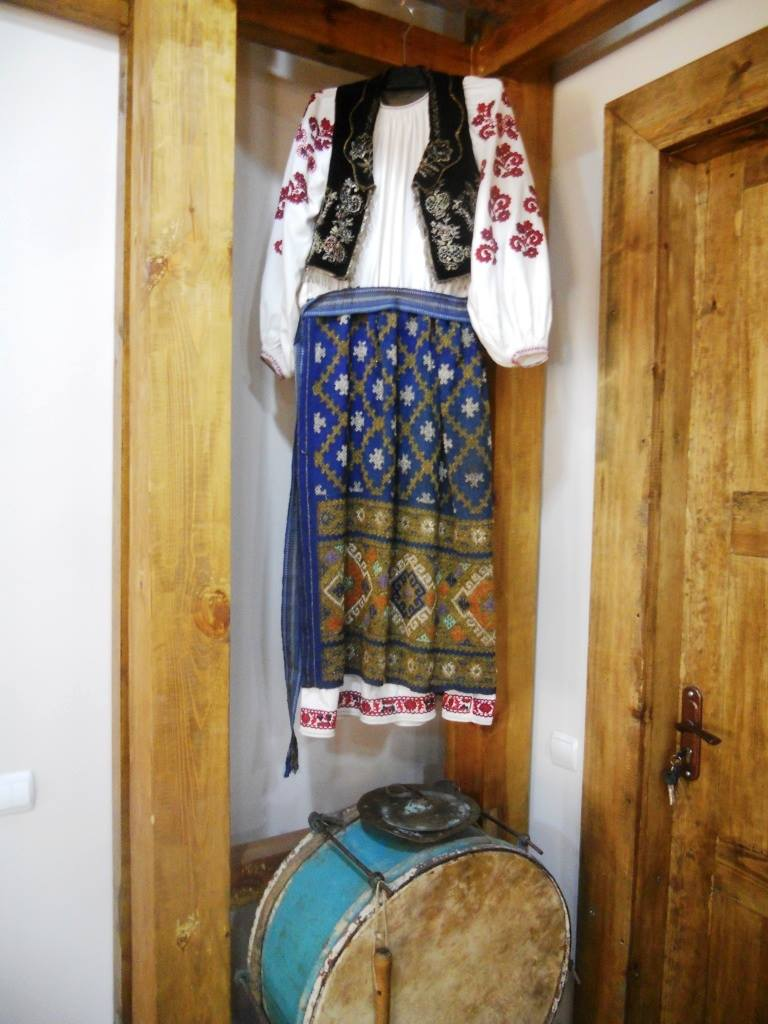
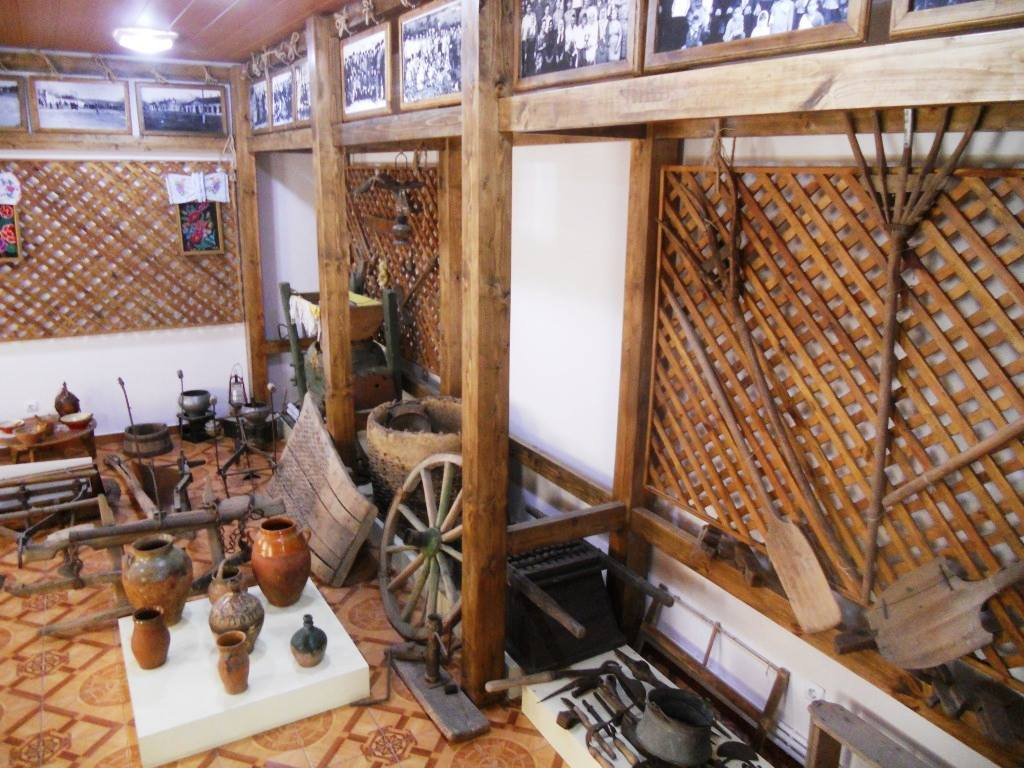
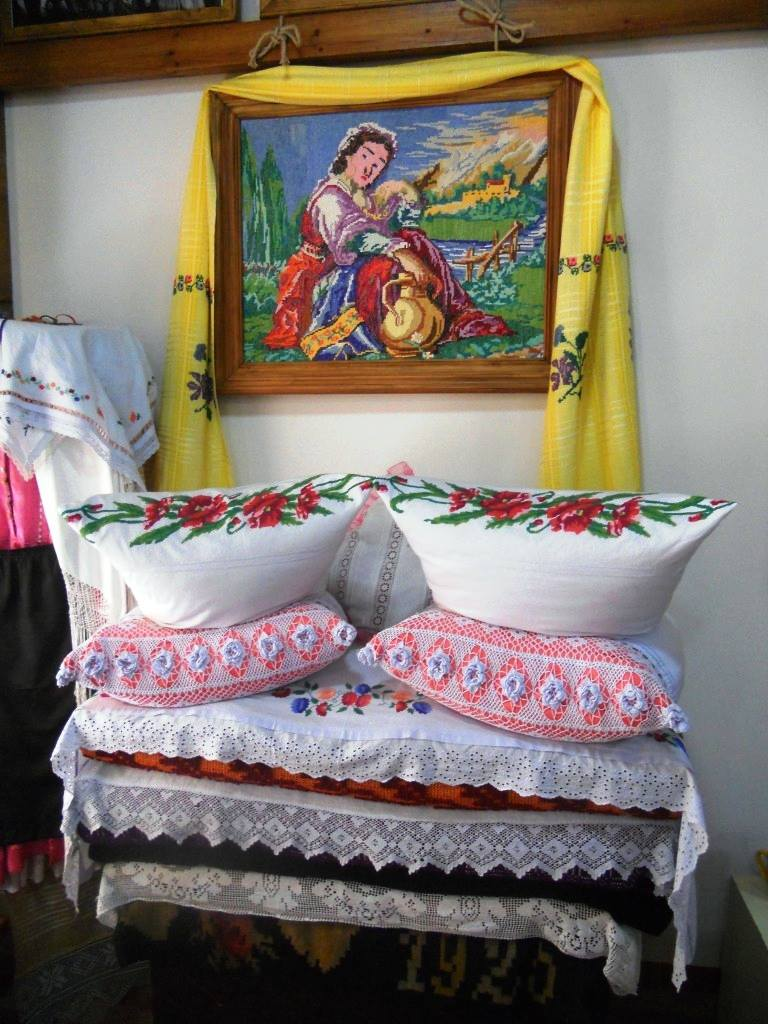
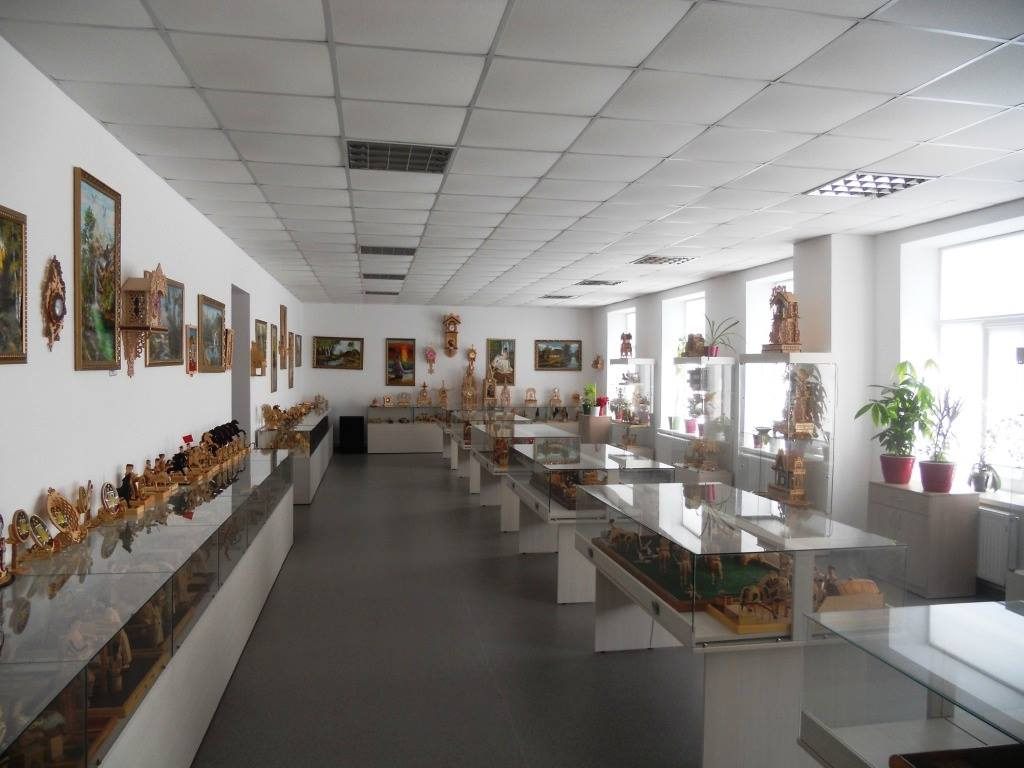
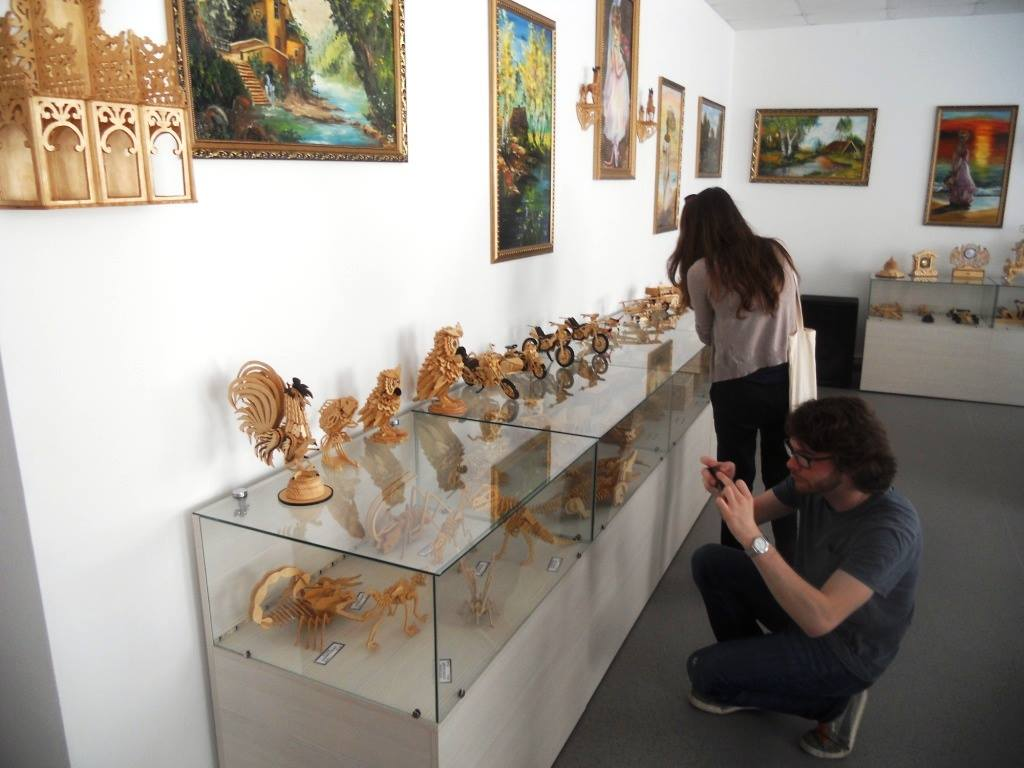
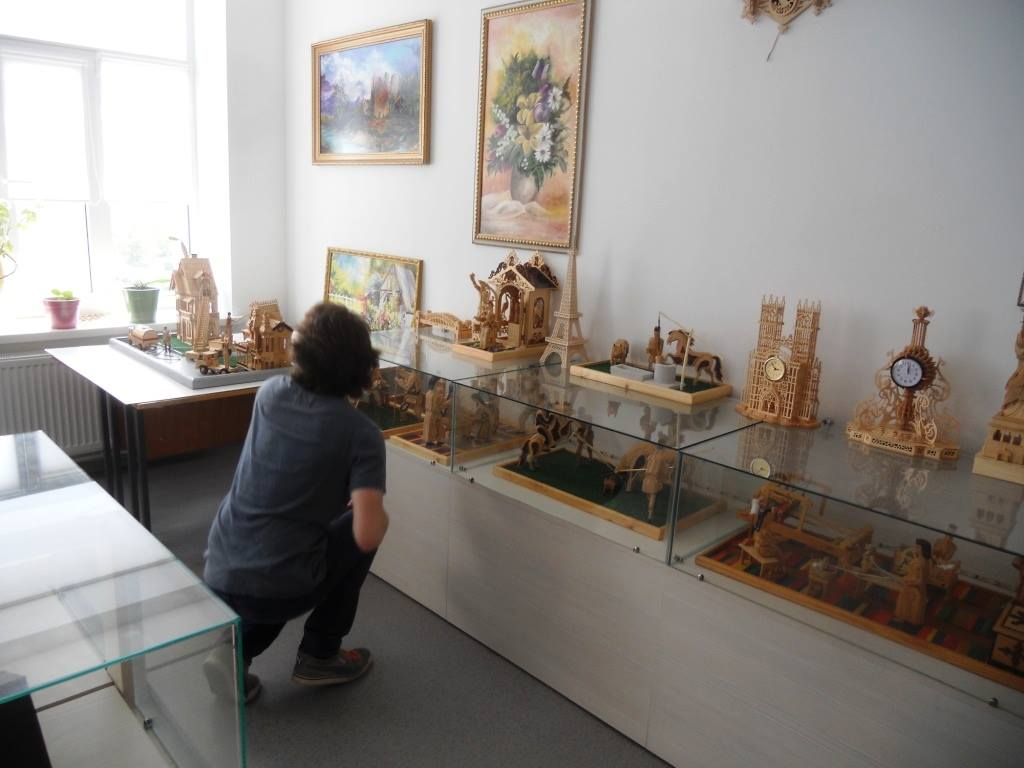
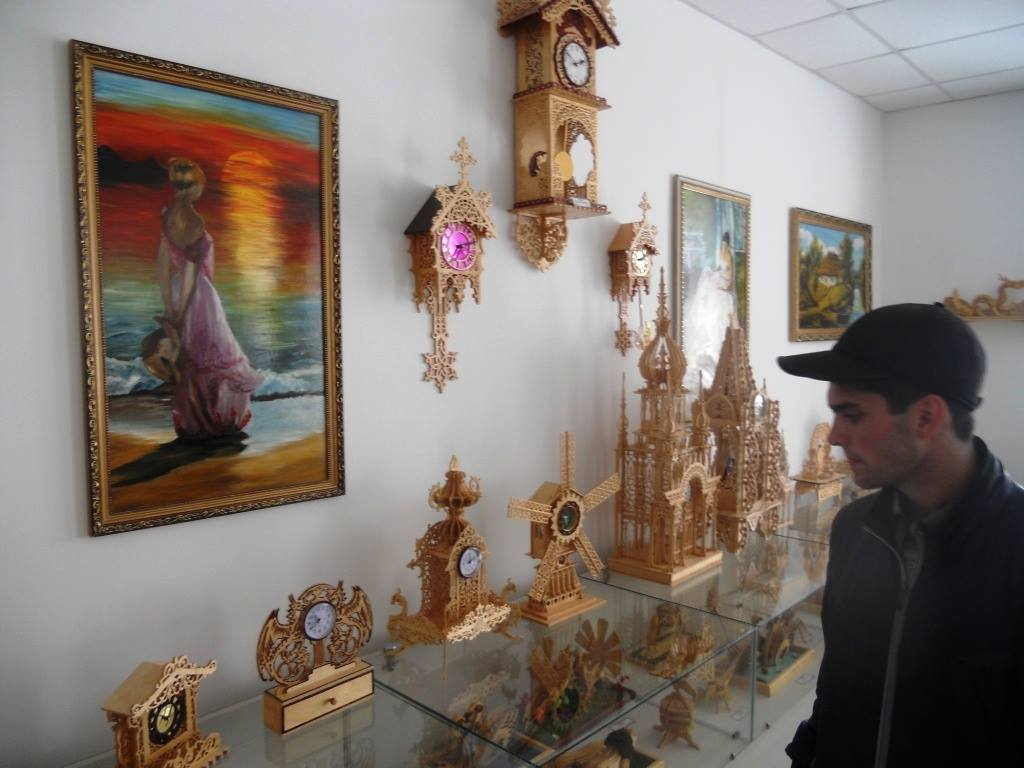
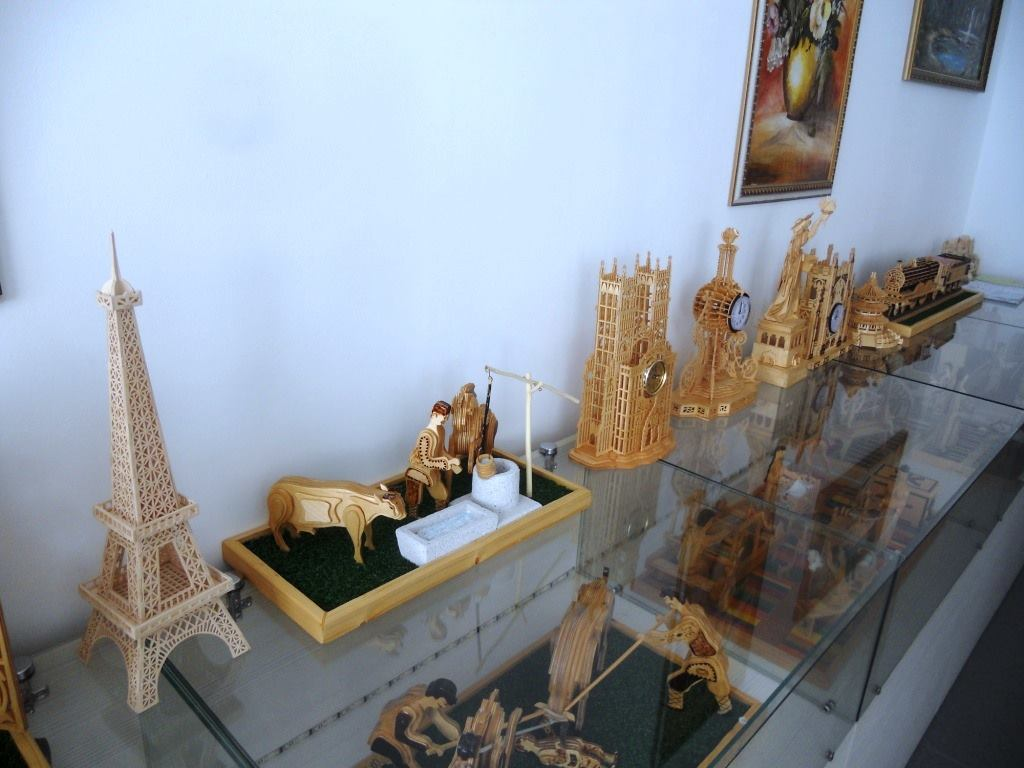
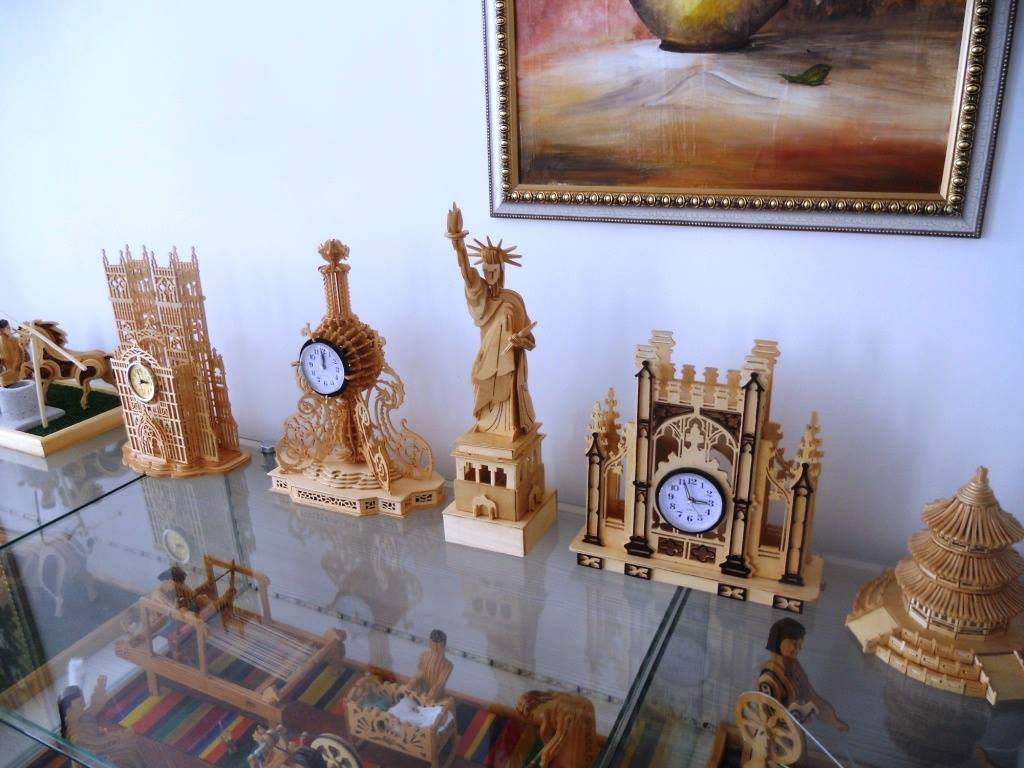
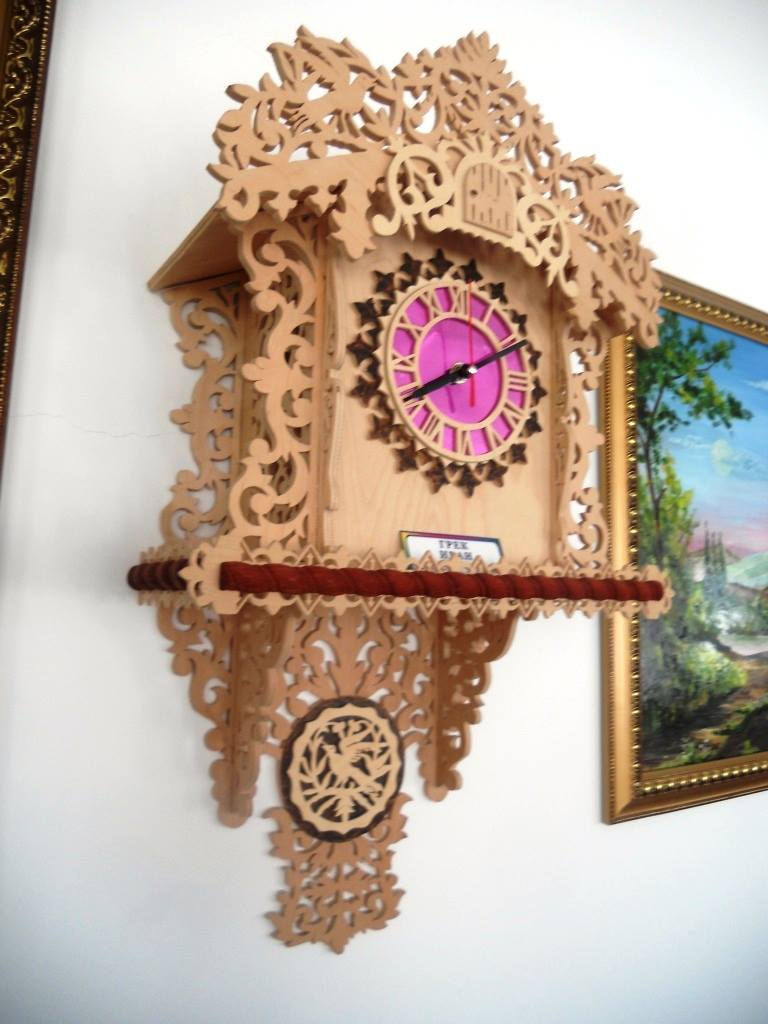
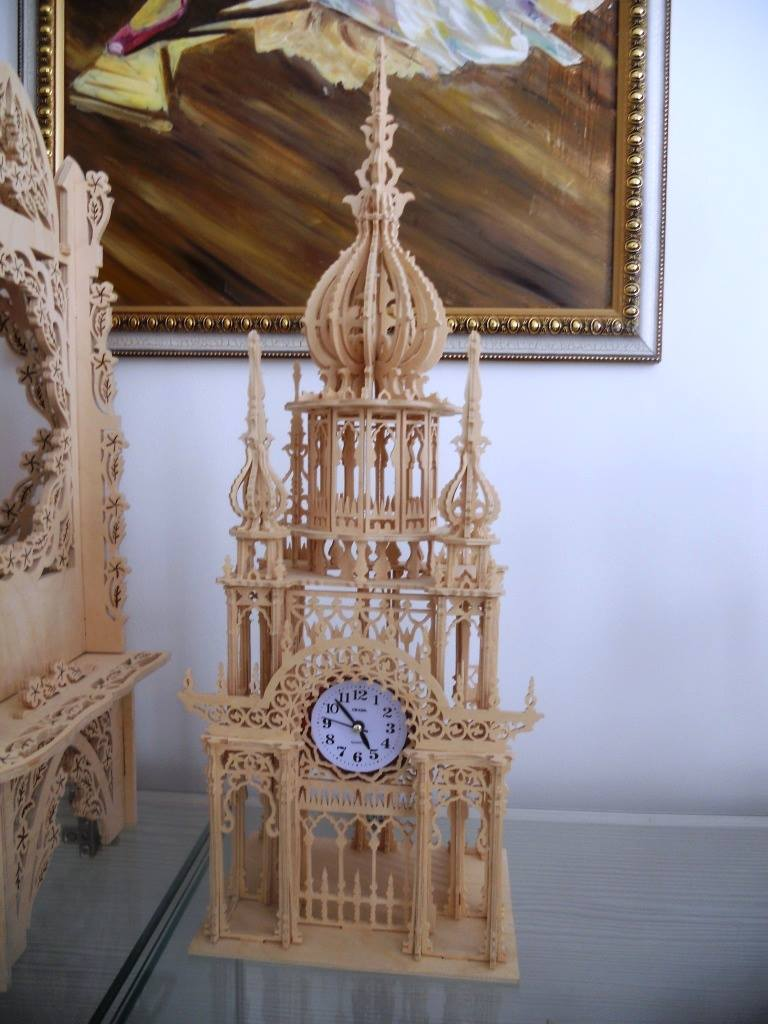